# Laura Třešňáková
Laura Třešňáková, rozená Želenská (26. října 1895 Plzeň – 10. února 1969 Praha), byla česká divadelní herečka.

## Život
Laura Třešňáková pocházela z umělecké rodiny. Její otec, Karel Želenský (1865–1935) byl herec a režisér Národního divadla. Její bratr, Drahoš Želenský (1896–1959) byl také herec a dokonce i ředitel Národního divadla.
Provdala se poprvé za herce Smíchovského divadla Františka Špačka (1895), po rozvodu se provdala za Karla Třešňáka (1896–1955), který byl divadelní herec, režisér a ředitel.

## Herecká filmografie
- 1959 Dům na Ořechovce
- 1922 Křižovatky
- 1922 Prodaná nevěsta (role: Mařenka Krušinová)
- 1921 Děti osudu (role: Marta)
- 1920 Šílený lékař (role: bankovní úřednice Maud Simpsonová)